# Grotellaforma lactea
Grotellaforma lactea är en fjärilsart som beskrevs av Richard Harper Stretch 1883. Grotellaforma lactea ingår i släktet Grotellaforma och familjen nattflyn. Inga underarter finns listade i Catalogue of Life.